# Pantydia canescens
Pantydia canescens är en fjärilsart som beskrevs av Walker 1869. Pantydia canescens ingår i släktet Pantydia och familjen nattflyn. Inga underarter finns listade i Catalogue of Life.